# 国道39号

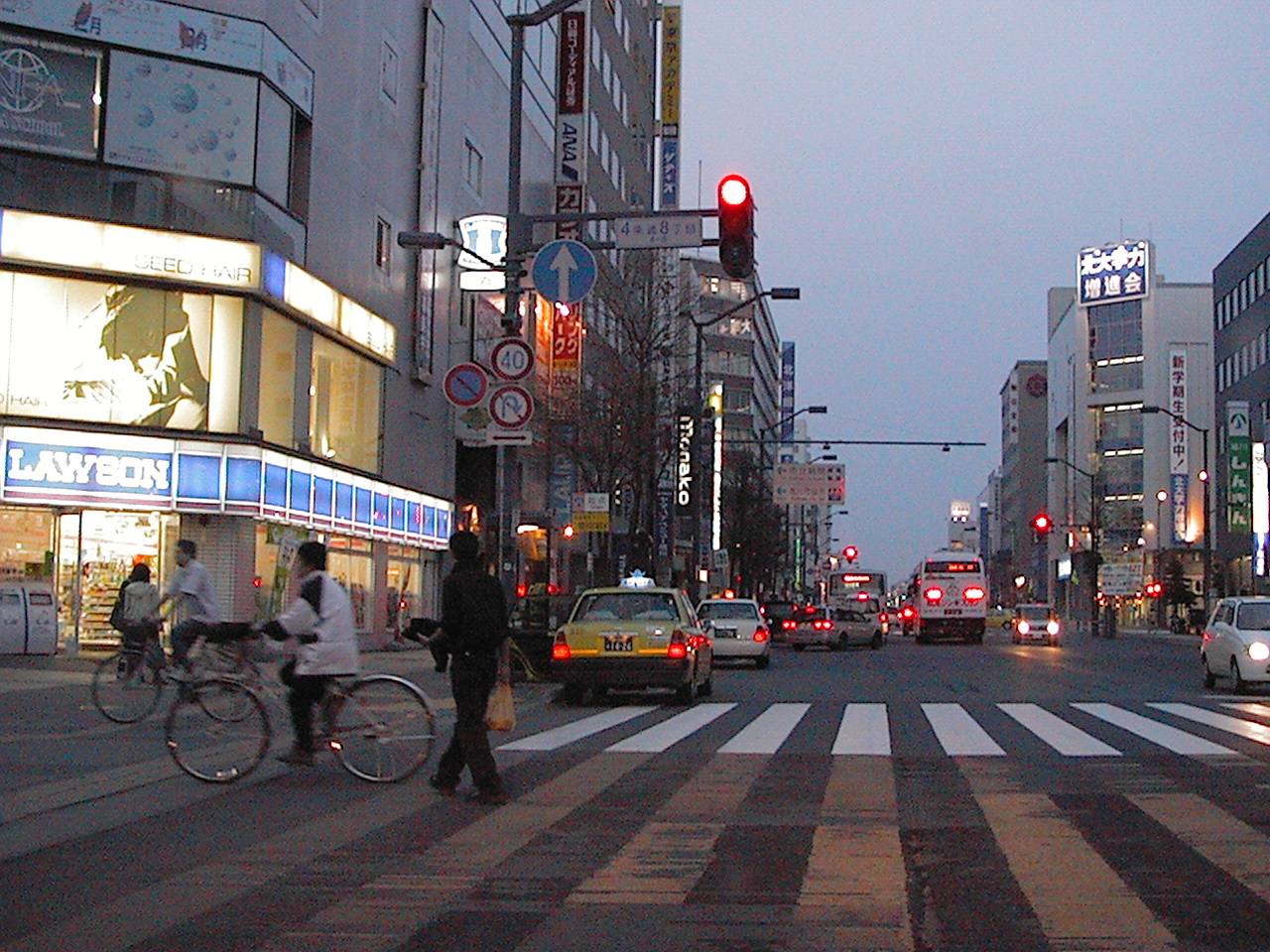
起点の様子

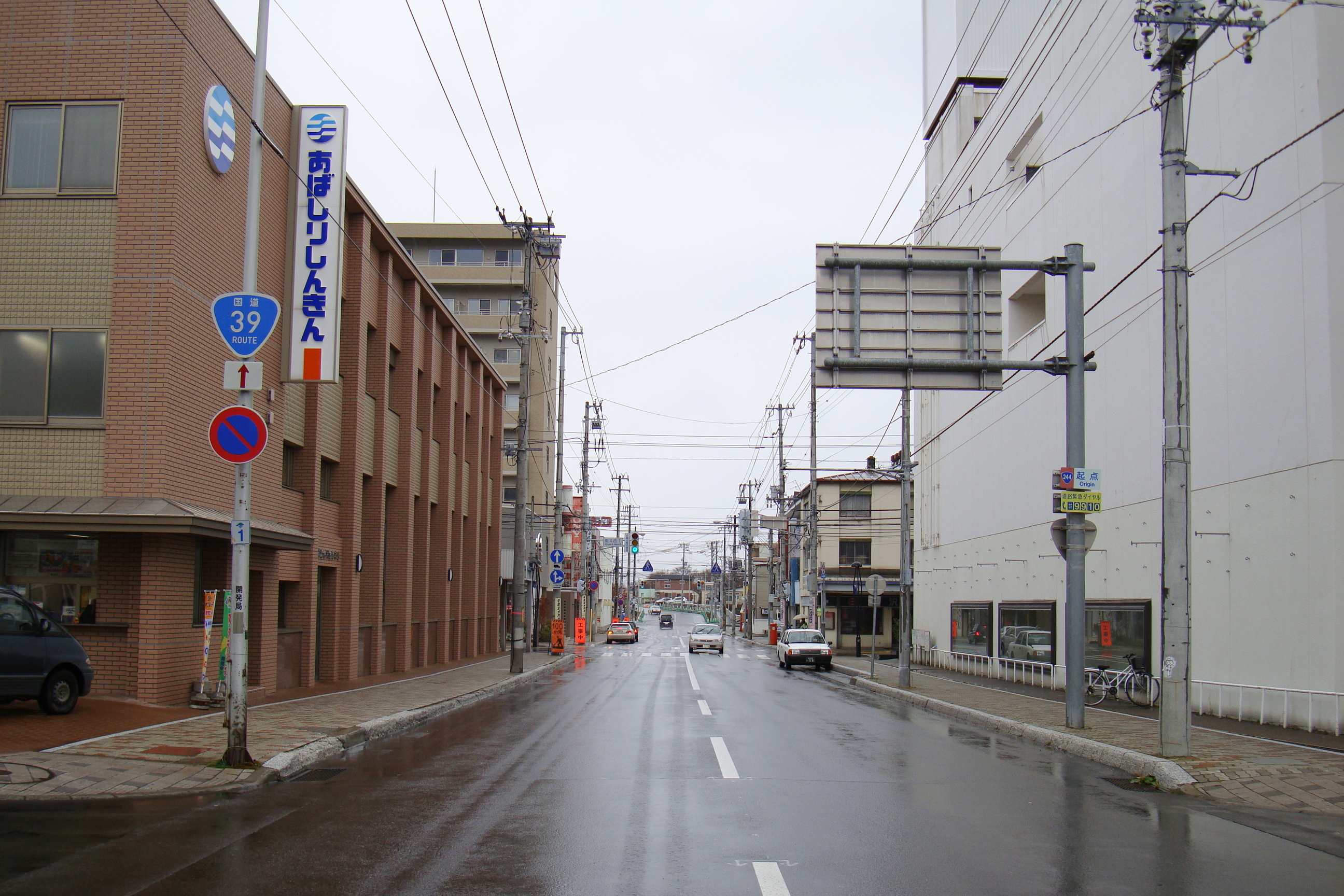
終点・国道244号交点の様子

国道39号（こくどう39ごう）は、北海道旭川市から網走市に至る一般国道である。

## 概要
上川郡上川町留辺志部橋付近から同町大雪湖付近までは、国道273号との重複区間、また北見市の西留辺蘂駅付近から同市北見消防署留辺蘂支所付近までは、国道242号との重複区間である。

### 路線データ
一般国道の路線を指定する政令に基づく起終点および重要な経過地は次のとおり。
- 起点：旭川市（旭川市4条通8丁目1703番5[2]、4条通7丁目 / 4条通8丁目交差点 = 国道12号・北海道道20号旭川停車場線終点）
- 終点：網走市（網走市南4条東1丁目1番2[2]、南4東1交差点 = 国道240号終点、国道242号・国道243号・国道244号起点）
- 重要な経過地：北海道上川郡愛別町、同郡上川町、同道常呂郡留辺蘂町[注釈 2]、北見市（三輪）、同郡端野町[注釈 2]、同道網走郡美幌町
- 総延長 : 235.0 km[3][注釈 3]
- 重用延長 : なし[3][注釈 3]
- 実延長 : 235.0 km[3][注釈 3]
  - 現道 : 215.7 km[3][注釈 3]
  - 旧道 : なし[3][注釈 3]
  - 新道 : 19.3 km[3][注釈 3]
- 指定区間：全線[4]

## 歴史
- 1952年（昭和27年）12月4日 - 一級国道39号（旭川市 - 網走市）として指定施行。
- 1960年（昭和35年） - 上川町から留辺蘂町（現北見市）間のルートが、それまでの石北本線に沿うように遠軽町を経由するルートから現在の石北峠を経由するルートに変更された[5]。
- 1965年（昭和40年）4月1日 - 道路法改正により一級・二級区分が廃止されて一般国道39号となる。
- 1967年（昭和42年）11月 - 全線舗装完成[6]。

## 路線状況

### 通称
- 台場4条通（旭川市内 都市計画道路）
- 大雪通（旭川市内 都市計画道路）
- 大雪国道

旭川市- 上川郡上川町の区間の通称。石北峠以西の上川総合振興局内の区間を指す。
- 北見国道

北見市 - 網走市の区間の通称。石北峠以東のオホーツク総合振興局内の区間を指す。
- 大雪大通（北見市内）
- 南中央通（網走市内）
- 北中央通（網走市内）
- 中央通（網走市内）

### バイパス
- E61 北見道路
- E61 端野高野道路（事業中）
- E61 美幌バイパス
- E61 女満別空港網走道路（女満別空港 - 網走呼人間事業中、網走呼人 - 網走間計画段階評価完了）

### 重複区間
- 国道333号（旭川市4条通8丁目・4条通8丁目交点 - 上川郡上川町日東・上川町日東交点）
- 国道273号（上川郡上川町日東・上川町日東交点 - 上川郡上川町層雲峡・大雪湖交点）
- 国道242号（北見市留辺蘂町旭）
- 国道240号・国道243号（網走郡美幌町仲町2丁目・仲町2交点 - 網走市大曲1丁目・大曲1交点）
- 国道240号・国道242号・国道243号（網走市大曲1丁目・大曲1交点 - 網走市南4条東1丁目・南4東1（終点））

### 道路施設

#### 橋梁
- 境橋（牛朱別川、旭川市10条通 - 同市大雪通）
- 永山こ線橋（JR北海道石北本線、旭川市パルプ町2条 - 同市永山2条）
- 牛朱別大橋（牛朱別川、旭川市永山町）
- 比布大橋（石狩川、上川郡当麻町 - 上川郡比布町）
- 上川大橋
- 武華橋
- 美園こ線橋（JR石北本線、北見市美園）
- 端野大橋（常呂川、北見市端野一区）
- 新橋（網走川、網走市北3条西 - 同市北4条西）
- 網走橋（網走川、網走市新町 - 同市北1条西）

#### トンネル
トンネルはすべて層雲峡温泉から石北峠にかけての区間にある。温泉に近いトンネルから並べると次のようになる。
- 銀河トンネル（上川郡上川町：3,387.9 m）
- 新大函トンネル（上川郡上川町：573 m）
- 大雪トンネル（樹海峰・上川郡上川町：320 m）
- 武華トンネル（上川郡上川町：1,609 m）

#### 覆道
ほとんどが層雲峡近辺にある。
- 四の岩覆道
- 観音岩覆道
- 残月峰覆道

シャッターが存在する
- 屏風岩覆道
- 仏の沢覆道
- 神削覆道

銀河トンネル終点側と一体化している
- 石北覆道（下り線のみ）

他の覆道とは異なり北見市側に存在。層雲峡からも離れた場所にある。

#### 道の駅
- 上川総合振興局
  - とうま（上川郡当麻町）
- オホーツク総合振興局管内
  - おんねゆ温泉（北見市留辺蘂町温根湯地区）
  - メルヘンの丘めまんべつ（網走郡大空町女満別地区）

## 地理

### 通過する自治体
- 北海道
  - 上川総合振興局
    - 旭川市 - 上川郡当麻町 - 上川郡比布町 - 上川郡愛別町 - 上川郡上川町

  - オホーツク総合振興局
    - 北見市 - 網走郡美幌町 - 網走郡大空町 - 網走市

### 交差する道路
上川総合振興局
旭川市
- 国道12号：4条通8丁目（起点）
- 北海道道20号旭川停車場線：4条通8丁目
- 北海道道140号愛別当麻旭川線：9条通18丁目
- 北海道道90号旭川環状線：永山2条5丁目
- 国道12号（旭川新道）：永山2条12丁目
- 北海道道37号鷹栖東神楽線：永山2条18丁目
- 北海道道331号永山停車場線：永山2条20丁目
- 北海道道761号北旭川停車場永山線・北海道道942号東鷹栖永山線：永山町16丁目

上川郡当麻町
- 北海道道1122号当麻比布線：宇園別2区（当麻町4条通交点）、宇園別3区（当麻町7条通交点）

上川郡愛別町
- 北海道道101号下川愛別線：本町
- 北海道道140号愛別当麻旭川線：本町 → 旭川紋別自動車道愛別IC
- 北海道道640号中愛別上川線：中央
- 旭川紋別自動車道愛山上川IC：愛山
- 北海道道223号愛山渓上川線：愛山

上川郡上川町
- 北海道道223号愛山渓上川線：字東雲
- 北海道道849号日東東雲線：新光町、字日東 → 旭川紋別自動車道上川層雲峡IC
- 北海道道300号上川停車場線：川端町
- 国道273号：字日東、層雲峡（大雪湖交点）

オホーツク総合振興局
北見市
- 北海道道88号本別留辺蘂線：留辺蘂町厚和
- 北海道道247号置戸温根湯線：留辺蘂町温根湯（中央通り交点）
- 国道242号：留辺蘂町旭
- 北海道道307号留辺蘂停車場線：留辺蘂町旭
- 国道242号：留辺蘂町旭
- 北海道道103号留辺蘂浜佐呂間線：留辺蘂町旭（旭中央町交点）
- 北海道道143号北見白糠線：豊田
- 北海道道245号下仁頃相内停車場線：相内町（相内駅前交点）
- 北海道道555号東相内停車場線：東相内町（東相内駅前交点）
- 北海道道943号北見環状線：三輪（三輪493交点）
- 北海道道7号北見常呂線・北海道道27号北見津別線：本町5丁目
- 北海道道261号置戸福野北見線：常盤町2丁目
- 北海道道122号北見端野美幌線：大通西4丁目
- 北海道道217号北見美幌線：大町（大町157交点）
- 北海道道943号北見環状線：公園町（公園町113交点）
- 北海道道1024号川向端野線：端野町二区
- 国道333号：端野町二区
- 北海道道308号日吉端野線：端野町二区
- 北海道道556号緋牛内北見線：端野町緋牛内
- 北海道道104号網走端野線：端野町緋牛内

網走郡美幌町
- 美幌バイパス美幌高野IC : 高野
- 北海道道122号北見端野美幌線 : 美禽
- 北海道道248号嘉多山美幌線：美禽
- 国道240号：仲町2丁目
- 北海道道309号美幌停車場線：新町1丁目
- 北海道道122号北見端野美幌線：新町1丁目
- 国道334号：報徳
- 美幌バイパス美幌IC・北海道道122号北見端野美幌線 : 瑞治

網走郡大空町
- 北海道道246号小清水女満別線：女満別本郷 → 美幌バイパス女満別空港IC
- 北海道道714号住吉女満別停車場線：女満別本郷（嵐橋交点）
- 北海道道249号福住女満別線：女満別西1条1丁目
- 北海道道64号女満別空港線：女満別本通4丁目
- 北海道道246号小清水女満別線：女満別昭和

網走市
- 北海道道683号大観山公園線：呼人
- 国道238号：大曲1丁目
- 北海道道23号網走停車場線：新町1丁目（網走駅前交点）、南2条西1丁目
- 北海道道76号網走公園線：北6条西1丁目
- 北海道道1083号網走港線：南2条西1丁目
- 国道244号：南4条東1丁目

### 主な峠
- 石北峠（標高1,040 m）：上川支庁上川郡上川町 - 網走支庁北見市